# イオンモール扶桑
イオンモール扶桑（イオンモールふそう）は、愛知県丹羽郡扶桑町に立地しているイオンモール株式会社が管理するモール型ショッピングセンター。愛知県のイオンモールの中で最も北に位置する。

## 概要
「ジャスコ扶桑店」を核店舗とする「イオン扶桑ショッピングセンター」として2003年（平成15年）8月9日に開業した。当店の場所は扶桑町だが、当店の西側すぐの場所に江南市との境界線が有り、扶桑町と江南市、大口町、それに大店舗の存在しない犬山市を主なエリアとしている。なおこのイオンモールは愛知県最北端のイオンモールでもある。
なお、当館の名称は、2011年（平成23年）から進められたイオンの大型ショッピングセンターの名称の「イオンモール」への統一に伴い、同年11月21日に「イオン扶桑ショッピングセンター」から「イオンモール扶桑」に変更されている。
さらに、2013年（平成25年）11月からイオンリテールの運営していた大型ショッピングセンターをイオンモールの運営に委託することになったことに伴い、同社の管理運営に移行した。
当施設の近隣にある店舗が競合により影響を受けたことから当地区を含む愛知県を地盤とするユニーが対抗し、アピタ江南西店を核店舗に70の専門店を入居させたショッピングセンターヴィアモール江南を2005年（平成17年）6月25日に開業させている。このほかにMEGAドン・キホーテUNY大口店も主な競合店舗となっている。

## 開業までの当地の歴史
扶桑町は1956年（昭和32年）、工場誘致条例を制定し、工場の誘致活動を開始。そこで誘致工場第1号として進出してきたのが林紡績だった。しかし、同社は1979年（昭和54年）2月に会社更生法の適用を申請して事実上倒産し、1981年（昭和56年）3月の更生計画認可と同時にサン・ファインに社名変更をした。
そのサンファイン扶桑工場跡地にイオンが大型ショッピングセンターを開業することになった。
なお、当施設の南隣にある誠信高等学校は林紡績が設立した「林学園（現・愛知江南学園）」の1972年（昭和47年）4月に開校した「林第二高等学校」が1981年（昭和56年）4月に校名変更したものである。

## 主なテナント
開業時には、核店舗の「ジャスコ扶桑店」のほか、準核店舗の「ミドリ電化」や「ニトリ」など約100店の専門店が入居していた。
核店舗の「ジャスコ扶桑店」は2011年（平成23年）3月1日にイオングループの総合スーパーをイオンに店名統一することに伴って「イオン扶桑店」に改称した。
また、「ミドリ電化」は2009年（平成21年）10月1日に「デオデオ」に吸収合併されて「エディオンWEST」となった後、翌年2010年（平成22年）10月1日にさらに合併して「エディオン」本体の直営となり、2012年（平成24年）10月1日から店名統一に伴って「エディオン」に改称した。
- イオン扶桑店：15,775m2（旧・ジャスコ）[1]
- エディオン：3,200m2（旧・ミドリ電化）[1]
- ニトリ：1,600m2[1]

### 1F
- イオン銀行
- ABCマート
- エディオン
- カメラのキタムラ
- カルディコーヒーファーム
- スターバックスコーヒー
- Zoff
- チャンスセンター
- 築地銀だこ
- ドトールコーヒーショップ
- バーガーキング
- ミスタードーナツ

### 2F
- ヴィレッジ・ヴァンガード
- HMV
- auショップ
- キャンドゥ
- サーティワンアイスクリーム
- スガキヤ
- スタジオアリス
- ソフトバンク
- ニトリデコホーム
- 未来屋書店
- モーリーファンタジー
- ライトオン
- リンガーハット

出店テナント全店の一覧・詳細情報は公式サイト「ショップ&レストラン」を、営業時間およびATMを設置する金融機関の詳細は公式サイト「インフォメーション」を参照。

## アクセス

### 鉄道
- 名鉄犬山線 扶桑駅西口から徒歩約15分。路線バスは全くないので徒歩以外ではタクシー利用となる。

### デマンド型交通
- チョイソコふそう315番停留所。

### 道路
- 愛知県道192号草井羽黒線沿い。木曽川にかかる愛岐大橋から国道41号（名濃バイパス）方向に向かって道路沿い右側となる。当店東側の道路の延長上に新愛岐大橋の架橋が計画されているが、完成時期は未定。